# 馬爾欽·科莫羅夫斯基
馬爾欽·科莫羅夫斯基（波蘭語：Marcin Komorowski；1984年4月17日—）是一位波蘭足球運動員。在場上的位置是左後衛。他現在效力於俄羅斯足球超級聯賽球隊格羅茲尼捷列克足球俱樂部。他也代表波蘭國家足球隊。